# ドイツ民族自由党
ドイツ民族自由党（Deutschvölkische Freiheitspartei(略称DVFP)）は、ヴァイマル共和政期のドイツの右翼政党。国民社会主義ドイツ労働者党（ナチ党）の友党。

## 党史
保守政党ドイツ国家人民党の中でも特に右翼思想を持っていた者たち、ヴィルヘルム・ヘニング（de:Wilhelm Henning）、ラインホルト・ヴゥーレ（de:Reinhold Wulle）、アルブレヒト・フォン・グレーフェ（Albrecht von Gräfe）らによって1922年12月に創設された政党である。エルンスト・ツー・レーヴェントロー伯爵（de:Ernst Graf zu Reventlow）、アルトゥール・ディンター（de:Artur Dinter）、テオドール・フリッチュ（de:Theodor Fritsch）などが参加した。「ドイツ民族防衛及び抵抗連合会（de:Deutschvölkischer Schutz und Trutzbund）」が禁止された後、その隊員の多くはドイツ民族自由党へ移籍している。
主にアルブレヒト・フォン・グレーフェとエルンスト・ツー・レーヴェントロー伯爵が党を指導した。
反ヴァイマル共和政、反カトリック、反教権主義、反ユダヤ主義、反共主義、独裁制志向などを基調とした。主に北ドイツに勢力を持っていたドイツ民族自由党は、南ドイツに勢力をもっていた右翼政党国民社会主義ドイツ労働者党（ナチ党）と連携していた。ナチ党が1923年11月に起こしたミュンヘン一揆にも党首アルブレヒト・フォン・グレーフェ以下のドイツ民族自由党の主要メンバーが参加した。
一揆の失敗で勾留されたアドルフ・ヒトラーはアルフレート・ローゼンベルクを自らの代理に任じ、自分に代わって党を再建することを命じた。ローゼンベルクは「大ドイツ民族共同体」を組織し、さらに1924年2月24日に民族自由党党首グレーフェと協定を結び、5月4日の国会選挙での大ドイツ民族共同体と民族自由党の相互協力を確認した。この両党の国会選挙協力体制は「民族主義＝社会主義ブロック」と名付けられた。1924年4月1日にミュンヘン一揆に関する裁判の判決があり、ヒトラーは投獄されたが、エーリヒ・ルーデンドルフ将軍は無罪となり釈放された。ドイツ民族自由党はルーデンドルフ将軍を担いで民族主義＝社会主義ブロックの中で主導権を握ろうとした。
有罪になったもののすぐに仮釈放されたエルンスト・レームもルーデンドルフやグレーフェを支持した。レームは1924年5月31日に突撃隊の偽装組織「フロントバン」を組織するにあたって、同組織はヒトラー、ルーデンドルフ、グレーフェの三人に忠誠を誓うものとした。
グレゴール・シュトラッサーやレームの尽力でドイツ民族自由党とナチ残党グループは合同し、1924年夏に「国家社会主義自由運動」(NSFB)という選挙のための統一グループを設立した。国家社会主義自由運動は「全国執行部」を設け、ルーデンドルフとグレーフェとシュトラッサーが務めることとなった。
しかしナチ残党グループの中でもヘルマン・エッサーやユリウス・シュトライヒャーが指導するようになった「大ドイツ民族共同体」やゲッティンゲンを中心に活動する「北ドイツ派」といったグループは、議会政治反対や社会主義的な立場から「ブルジョア」的なドイツ民族自由党との協力体制に否定的だった。
1924年12月20日にアドルフ・ヒトラーが仮釈放され、ナチ党の再建に乗り出した。しかしルーデンドルフやドイツ民族自由党はヒトラーにはルーデンドルフの傍らで「太鼓持ち」をする役割だけを期待していたので、すぐにヒトラーと意見の不一致を起こした。
またドイツ民族自由党は北ドイツを本拠としたためプロテスタントの気風があり、反カトリック色が強い政党だった。カトリック教会やローマ教皇を痛烈に批判していた。しかし宗派問題にさして関心のないヒトラーはこのような事をしてカトリック的なバイエルン州政府を敵に回したくなかった（ナチ党禁止令解除にも差し障る可能性あり）。このようなヒトラーの反カトリックを明確にしない態度にドイツ民族自由党幹部レーヴェントロー伯爵はヒトラーを「ローマの下僕」と呼んで批判した。
1925年2月12日にルーデンドルフとグレーフェはドイツ民族自由党を国家社会主義自由運動から離脱させた。1925年2月27日にヒトラーは「ビュルガーブロイケラー」でナチス再結党宣言を行ったが、その中でドイツ民族自由党との連立を否定した。
この後の1925年3月29日の大統領選挙にルーデンドルフが出馬したが、わずか20万票(得票率1.08%)しか得られず、彼は事実上政治生命を失った。ドイツ民族自由党はルーデンドルフに代わるシンボルを見つけることはできず、ドイツ民族自由党の党員はほとんどがナチ党に移っていった。ドイツ民族自由党はその後も細々と続いたが、結局1929年に解党した。